# Premios Gardel 2010
Die 12. Ausgabe der Premios Gardel a la música argentina fand am 4. November 2004 statt. Die meisten Preise erhielt Gustavo Cerati. Er gewann alle sieben Kategorien, für die er nominiert war. Der Musiker erlitt im selben Jahr nach einem Konzert einen Schlaganfall und befand sich zum Zeitpunkt der Preisverleihung in einem Koma.

## Hauptkategorien

### Album des Jahres
| Sieger                          | Nominierungen                                       |
| ------------------------------- | --------------------------------------------------- |
| Fuerza natural – Gustavo Cerati | - Cantora – Mercedes Sosa - Todo mi universo – Axel |

### Lied des Jahres
| Sieger                     | Nominierungen                                                                       |
| -------------------------- | ----------------------------------------------------------------------------------- |
| «Deja vu» – Gustavo Cerati | - «Cómo decirte que te quiero» – Axel - «El hijo de Hernández» – El Cuarteto de Nos |

### Aufnahme des Jahres
| Sieger                          | Nominierungen                                           |
| ------------------------------- | ------------------------------------------------------- |
| Fuerza natural – Gustavo Cerati | - Quebrado vivo – Pedro Aznar - Pynadí – Chango Spasiuk |

### Produktion des Jahres
| Sieger                          | Nominierungen                                           |
| ------------------------------- | ------------------------------------------------------- |
| Fuerza natural – Gustavo Cerati | - Cantora – Mercedes Sosa - Quebrado vivo – Pedro Aznar |

## Genre-Kategorien

### Pop
Bestes Album einer Künstlerin Pop
| Gewinner                   | Nominierungen                               |
| -------------------------- | ------------------------------------------- |
| Otro plan – Marcela Morelo | - Volver – Coral Campopiano - Uschi – Uschi |

Bestes Album eines Künstlers Pop
| Gewinner                    | Nominierungen                                   |
| --------------------------- | ----------------------------------------------- |
| Quebrado vivo – Pedro Aznar | - Todo mi universo – Axel - Vení – Manuel Wirzt |

Beste Popband
| Gewinner                         | Nominierungen                                                   |
| -------------------------------- | --------------------------------------------------------------- |
| Miranda! Es Imposible – Miranda! | - Super Ratones – Super Ratones - La fiesta continúa – La Mosca |

### Rock
Bestes Album eines Künstlers Rock
| Gewinner                        | Nominierungen                                                           |
| ------------------------------- | ----------------------------------------------------------------------- |
| Fuerza natural – Gustavo Cerati | - En la vereda del sol – Fabiana Cantilo - Un León D-Mente – León Gieco |

Bestes Album einer Musikgruppe Rock
| Gewinner                             | Nominierungen                                                         |
| ------------------------------------ | --------------------------------------------------------------------- |
| Simetría de Moebius – Catupecu Machu | - Bipolar – El Cuarteto de Nos - Una temporada en el amor – Estelares |

### Rock Pop Alternativo
Bestes Alternative-Album
| Gewinner                                      | Nominierungen                                                                     |
| --------------------------------------------- | --------------------------------------------------------------------------------- |
| Las crónicas del viento – Lisandro Aristimuño | - Bajofondo presenta Santullo – Santullo - Nuevo orden de la libertad – Los Natas |

### Electrónica
Bestes Elektronisches Album
| Gewinner          | Nominierungen                                         |
| ----------------- | ----------------------------------------------------- |
| Adictism – Adicta | - New Mantrams – Buddha Sounds - Ponchototal – Poncho |

### Folklore
Bestes Album einer Künstlerin der Folklore
| Gewinner                | Nominierungen                |
| ----------------------- | ---------------------------- |
| Cantora – Mercedes Sosa | - Última guitarra – Suma Paz |

Bestes Album eines Künstlers der Folklore
| Gewinner                | Nominierungen                                                                               |
| ----------------------- | ------------------------------------------------------------------------------------------- |
| Pynadí – Chango Spasiuk | - Luis Salinas en vivo – Día 1 – Luis Salinas - Abrazando al caudillo – Chaqueño Palavecino |

Bestes Album einer Musikgruppe Folklore
| Gewinner                                                                                | Nominierungen                                                        |
| --------------------------------------------------------------------------------------- | -------------------------------------------------------------------- |
| La fiesta: juntos de verdad – Soledad Pastorutti, Los Nocheros y El Chaqueño Palavecino | - Baisanos – Juan Falú-Oscar Alem - Tierra milenaria – Los Carabajal |

Beste Folk-/Alternativ-Gruppe
| Gewinner                  | Nominierungen                                                                                           |
| ------------------------- | --- |
| Despertándonos – Arbolito | - Canciones junto con – Luis Gurevich - Proyecto San Luca – Rodolfo Sánchez-Franco Luciani-Raúl Carnota |

### Tango
Bestes Album einer Künstlerin des Tango
| Gewinner                         | Nominierungen                                                                         |
| -------------------------------- | ------------------------------------------------------------------------------------- |
| Vivir de amor – Soledad Villamil | - Honrar la vida – Sandra Mihanovich - Docke – Adriana Varela Y Quinteto de Guitarras |

Bestes Album eines Künstlers des Tango
| Gewinner                       | Nominierungen |
| ------------------------------ | --- |
| Maldito tango – Daniel Melingo | - De gitanos y tangueros – Guillermo Fernández - Mi fueye querido – Leopoldo Federico - Y que siga... – Omar Mollo - Soledad – Rodolfo Mederos |

Bestes Album einer Tango-Musikgruppe oder eines Orchesters
| Gewinner                                       | Nominierungen                                                                                        |
| ---------------------------------------------- | --- |
| Sentido único – Leopoldo Federico y Hugo Rivas | - Vamos que venimos – Esteban Morgado Cuarteto - Fernández Fierro – Orquesta Típica Fernández Fierro |

### Tropical/Cuarteto
Bestes Album einer Künstlerin der Música Tropical/Cuarteto
| Gewinner               | Nominierungen                                          |
| ---------------------- | ------------------------------------------------------ |
| Sin vergüenza – Karina | - Ángela – Ángela Leiva - Zulmanía – Gladys Florimonte |

Bestes Album eines Künstlers der Música Tropical/Cuarteto
| Gewinner                             | Nominierungen                                                                                |
| ------------------------------------ | -------------------------------------------------------------------------------------------- |
| Una leyenda en pie – La Mona Jiménez | - La vigencia de un grande – Antonio Ríos - El amor y la pasión nunca morirán – Leo Mattioli |

Bestes Música Tropical/Cuarteto-Album einer Band
| Gewinner                        | Nominierungen                                          |
| ------------------------------- | ------------------------------------------------------ |
| Aquí se va a bailar – Banda XXI | - Cumbia nena – Amar Azul - Dale maraca – Los Sultanes |

### Newcomer
Bester Newcomer
| Gewinner                      | Nominierungen                              |
| ----------------------------- | ------------------------------------------ |
| Más que una yunta – De Bueyes | - Boris Vian – Andy Chango - Uschi – Uschi |

### Canción Testimonial
Bestes Album des Canción Testimonial
| Gewinner                               | Nominierungen                                                |
| -------------------------------------- | ------------------------------------------------------------ |
| Hermano te estoy hablando – Jaime Roos | - Los enamorados – Jairo - Corazón de pájaro – Teresa Parodi |

### Música Clásica
Bestes klassisches Album
| Gewinner                               | Nominierungen |
| -------------------------------------- | --- |
| Haydn – Hofmann – Mozart – Sol Gabetta | - La Boca y sus compositores clásicos – Arnaldo d’Espósito und Juan Francisco Giacobbe - Juan Pedro Esnaola: Canciones, valses, polcas y minués – Aldo Antognazzi |

### Conceptual
Bestes Konzeptalbum
| Gewinner                                          | Nominierungen                                                                                 |
| ------------------------------------------------- | --------------------------------------------------------------------------------------------- |
| ¡Gieco querido!, cantando al León Vol. 2 – Varios | - Mitad del viento remixes – Altocamet - Con esa luz – Tributo a Carmen Guzmán – Chany Suárez |

### Música Religiosa
Bestes religiöses Album
| Gewinner                     | Nominierungen                                                                 |
| ---------------------------- | ----------------------------------------------------------------------------- |
| Uno – Córdoba Gospel Singers | - Entre la noche y el alba – Diosnoslibre - Si te conocieran – Pablo Olivares |

### Jazz
Bestes Jazz-Album
| Gewinner                                     | Nominierungen                                                     |
| -------------------------------------------- | ----------------------------------------------------------------- |
| Café y bar ciencia fictiona – Hugo Fattoruso | - Homenaje – Paula Shocron - Por todos estos años – Jorge Navarro |

### Kindermusik
Bestes Kindermusikalbum
| Gewinner                                          | Nominierungen                                                                                    |
| ------------------------------------------------- | ------------------------------------------------------------------------------------------------ |
| Un Show a lo grande para chicos – El Show de Topa | - Canta a María Elena Walsh – Julia Zenko - Travesura espeluznante – La Banda Del Musiquero Loco |

### Romántico/Melódico
Bestes Romántico/Melódico-Album
| Gewinner                                  | Nominierungen                                                        |
| ----------------------------------------- | -------------------------------------------------------------------- |
| Las cosas son como son – Ricardo Montaner | - Las mujeres de Lavié – Raúl Lavié - Mil recuerdos – Horacio Molina |

### Banda de Sonido Cine/Televisión
Bester Soundtrack
| Gewinner                                                                   | Nominierungen                                                                    |
| -------------------------------------------------------------------------- | -------------------------------------------------------------------------------- |
| 3 tangos Ese muerto soy yo – Axel Krygier, Gonzalo Demaría y Alfredo Arias | - Arriba las ilusiones. Mi enemigo contigo – Niní - Teen angels III – Teenangels |

### Colección de Catálogo
Beste Kompilation
| Gewinner                                     | Nominierungen                                                               |
| -------------------------------------------- | --------------------------------------------------------------------------- |
| Andrés – Obras incompletas – Andrés Calamaro | - Antología – Hugo Díaz - Último concierto – Horacio Salgán y Ubaldo de Lío |

### Instrumental-Fusión-World Music
| Gewinner                    | Nominierungen                                                |
| --------------------------- | ------------------------------------------------------------ |
| Primicia – Fernando Samalea | - Bella Madrid – Litto Nebbia - Más allá del sur – Tanghetto |

### Musikvideo
Bestes Musikvideo
| Gewinner                   | Nominierungen                                               |
| -------------------------- | ----------------------------------------------------------- |
| «Deja Vu» – Gustavo Cerati | - «Bachicha» – Andrés Calamaro - «Paloma» – Andrés Calamaro |

### DVD
Beste DVD
| Gewinner                                 | Nominierungen                                                                |
| ---------------------------------------- | ---------------------------------------------------------------------------- |
| Cantora, un viaje íntimo – Mercedes Sosa | - Quebrado vivo – Pedro Aznar - Andrés – Obras incompletas – Andrés Calamaro |

### Cover
Bestes Cover-Design
| Gewinner                        | Nominierungen                                                                 |
| ------------------------------- | ----------------------------------------------------------------------------- |
| Fuerza natural – Gustavo Cerati | - Andrés – Obras incompletas – Andrés Calamaro - Bipolar – El Cuarteto de Nos |

## Ehrung der Verstorbenen
- Rubén Juárez
- Mike Ribas
- Ariel Ramírez
- Luis Aguile
- Juan Carlos Mareco
- Nelly Panizza
- Felix Luna
- Sandro
- Mercedes Sosa
- Gustavo Cerati